# Treasure EP.2: Zero to One
Treasure EP.2: Zero to One – drugi minialbum południowokoreańskiej grupy Ateez, wydany 15 stycznia 2019 roku przez wytwórnię KQ Entertainment. Płytę promował singel „Say My Name”. Sprzedał się w nakładzie 100 039 egzemplarzy w Korei Południowej (stan na grudzień 2020 r.).

## Lista utworów
| CD | CD                                        | CD                                             | CD                       | CD                       | CD      |
| Nr | Tytuł utworu                              | Tekst                                          | Kompozycja               | Aranżacja                | Długość |
| -- | ----------------------------------------- | ---------------------------------------------- | ------------------------ | ------------------------ | ------- |
| 1. | „HALA HALA (Hearts Awakened, Live Alive)” | Eden, Buddy, Leez, HLB, Hongjoong, Song Min-gi | Eden, Leez, Buddy        | Eden, Leez, Buddy        | 3:22    |
| 2. | „Say My Name”                             | Eden, Buddy, Leez, HLB, Hongjoong, Song Min-gi | Eden, Leez, Buddy        | Eden, Leez, Buddy        | 3:42    |
| 3. | „Desire”                                  | Eden, Buddy, Leez, HLB, Hongjoong, Song Min-gi | Eden, Leez, Buddy        | Eden, Leez, Buddy        | 3:54    |
| 4. | „Light”                                   | Eden, Buddy, Leez, HLB, Hongjoong, Song Min-gi | Eden, Leez, Buddy        | Eden, Leez, Buddy        | 3:38    |
| 5. | „Promise”                                 | Eden, Buddy, Leez, HLB, Hongjoong, Song Min-gi | Eden, Leez, Buddy, Aroze | Eden, Leez, Buddy, Aroze | 3:15    |
| 6. | „From” (tylko CD)                         | KQ Fellaz 1                                    | Eden, Hongjoong, Leez    | Eden, Hongjoong, Leez    | 3:10    |

## Notowania
| Lista                          | Pozycja |
| ------------------------------ | ------- |
| Gaon Weekly Album Chart        | 6       |
| Heatseekers Albums (Billboard) | 7       |
| World Albums (Billboard)       | 5       |